# Lespesia testacea
Lespesia testacea là một loài ruồi trong họ Tachinidae.